# Бейл, Паул Андрис ван дер
Паул Андрис ван дер Бейл (нидерл. Paul Andries van der Bijl; 1888—1939) — южноафриканский миколог и фитопатолог.

## Биография
Паул Андрис ван дер Бейл родился 25 мая 1888 года в городе Стелленбос. В 1906 году поступил в Колледж Виктории (ныне часть Университета Стелленбоса). В 1908 году окончил колледж со степенью бакалавра. В 1913 году Паул стал магистром наук по ботанике в университете мыса Доброй Надежды. В 1915 году получил степень доктора наук за работу A study on the dry rot disease of maize caused by Diplodia zeae. Некоторое время преподавал в Бетлехеме, затем вступил в отделение по фитопатологии в Претории. В 1921 году стал профессором фитопатологии университета Стелленбоса. В 1928 году ван дер Бейл был назначен директором Стенненбосского и Элзенбургского сельскохозяйственного колледжа. Паул ван дер Бейл скончался 25 июля 1939 года в Стелленбосе.
Ван дер Бейл собрал один из самых богатых гербариев лишайников Южной Африки. После его смерти этот гербарий был объединён с Национальной коллекцией грибов в Претории (PREM).

## Грибы, названные в честь П. А. ван дер Бейла
- Byliana Dippen., 1930 [syn.  Palawaniella Doidge, 1921]
- Vanderbylia D.A.Reid, 1973 [syn.  Perenniporia Murrill, 1942]
- Acarospora bylii H.Magn., 1933
- Aecidium bylianum Syd., 1924
- Asterina vanderbijlii Werderm., 1923
- Bacidia vanderbylii Zahlbr., 1932
- Cercospora byliana Syd. & P.Syd., 1924 [syn.  Pseudocercospora byliana (Syd. & P.Syd.) J.M.Yen, 1980]
- Chiodecton vanderbylii Zahlbr.
- Graphis bylii Vain., 1926
- Heterochaete byliana P.H.B.Talbot, 1958
- Lecanora bylii Zahlbr., 1932
- Mycosphaerella byliana Syd., 1924
- Parmelia bylii Gyeln., 1938
- Parmelia vanderbylii Zahlbr., 1932
- Physalospora bylii du Plessis, 1933
- Puccinia byliana Dippen., 1931
- Septoria byliana Syd., 1924
- Tylophoron bylii G.Merr. ex Van der Byl, 1931
- Uromyces bylianus Doidge, 1927